# FC Yelimay
El FC Yelimay (en ruso: Елімай футбол клубы) es un equipo de fútbol de Kazajistán que juega en la Liga Premier de Kazajistán, la primera categoría nacional.

## Historia
Fue fundado en el año 2022 en la ciudad de Semey como la reencarnación del FC Spartak Semey, equipo fundado en 1964 y que desapareció en 2016. En la temporada 2023 es campeón de la Primera División de Kazajistán en su primera temporada en una competición oficial y jugará por primera vez en la Liga Premier de Kazajistán en la temporada 2024.

## Palmarés
- Primera División de Kazajistán: 1

2023